# Roales de Campos
Roales de Campos és un municipi de la província de Valladolid a la comunitat autònoma espanyola de Castella i Lleó.

## Demografia
L'emigració que van patir gran part dels pobles de Castella, especialment en els anys 60, cap a ciutats i regions més industrials, va disminuir significativament el seu nombre d'habitants. A la taula següent es mostra l'evolució del nombre d'habitants entre 1996 i 2006 segons dades de l'INE.
| 1996 | 1998 | 1999 | 2000 | 2001 | 2002 | 2003 | 2004 | 2005 | 2006 |
| ---- | ---- | ---- | ---- | ---- | ---- | ---- | ---- | ---- | ---- |
| 266  | 261  | 254  | 260  | 252  | 254  | 248  | 243  | 240  | 257  |

## Administració
| Període      | Nom de l'alcalde/-essa     | Partit polític | Data de possessió |
| ------------ | -------------------------- | -------------- | ----------------- |
| 1979 - 1983  | Isaías Martínez            | UCD            | 19/04/1979        |
| 1983 - 1987  | José Manuel Moreno Fermoso | PP             | 28/05/1983        |
| 1987 - 1991  | José Manuel Moreno Fermoso | PP             | 30/06/1987        |
| 1991 - 1995  | José Manuel Moreno Fermoso | PP             | 15/06/1991        |
| 1995 - 1999  | José Manuel Moreno Fermoso | PP             | 17/06/1995        |
| 1999 - 2003  | José Manuel Moreno Fermoso | PP             | 03/07/1999        |
| 2003 - 2007  | José Manuel Moreno Fermoso | PP             | 14/06/2003        |
| 2007 - 2011  | José Manuel Moreno Fermoso | PP             | 16/06/2007        |
| 2011 - 2015  | n/d                        | n/d            | 11/06/2011        |
| 2015 - 2019  | n/d                        | n/d            | 13/06/2015        |
| 2019 - 2023  | n/d                        | n/d            | 15/06/2019        |
| Des del 2023 | n/d                        | n/d            | 17/06/2023        |

## Monuments
- Església parroquial de Sant Miquel Arcàngel.

És una Església Barroca, construïda sobre pedra, en la qual també s'ha fet servir molt el maó.

## Festes
- 13 de desembre: Santa Llúcia.
- Primer cap de setmana d'agost: Festa d'estiu en honor de Sta Lucia sempre que no coincideixi amb la festa de Nostra Senyora.